# Mayaya
Mayaya (auch: Mainigua) ist eine Ortschaft im Departamento La Paz im südamerikanischen Andenstaat Bolivien.

## Lage im Nahraum
Mayaya ist der zweitgrößte Ort des Municipio Teoponte in der Provinz Larecaja. Die Ortschaft liegt in einer Höhe von 375 m am rechten Ufer des Río Kaka, der etwa 45 Kilometer unterhalb von Mayaya bei Puerto El Carmen in den Río Beni fließt.

## Geographie
Mayaya liegt nordöstlich des Titicacasees am Ostrand der Anden-Gebirgskette der Cordillera Real im Tiefland des Río Beni, einem der wichtigen Flüsse des Amazonas-Tieflandes.
Die mittlere Durchschnittstemperatur der Region liegt bei etwa 26 °C, der Jahresniederschlag beträgt etwa 1450 mm (siehe Klimadiagramm Caranavi). Die Region weist keinen ausgeprägten Temperaturverlauf auf, die Monatsdurchschnittstemperaturen schwanken nur unwesentlich zwischen 23 °C im Juni und Juli und 27 °C von November bis Januar, und auch die Tages- und Nachttemperaturen weisen nur geringe Schwankungen auf. Die Monatsniederschläge liegen zwischen unter 50 mm in den Monaten Juni und Juli und über 200 mm von Dezember bis Februar.

## Verkehrsnetz
Mayaya liegt in einer Entfernung von 262 Straßenkilometern nördlich von La Paz, der Hauptstadt des gleichnamigen Departamentos.
Von La Paz führt die teilweise asphaltierte Nationalstraße Ruta 3 in nordöstlicher Richtung 160 Kilometer über Cotapata bis Caranavi, von dort zweigt die unbefestigte Ruta 26 ab, die nach 70 Kilometern Guanay erreicht. Acht Kilometer vor Guanay überquert die Ruta 26 auf einer Straßenbrücke den Río Coroico; an dieser Stelle zweigt nach rechts eine unbefestigte Landstraße ab, die am Río Kaka entlang über Teoponte und Tomachi nach Mayaya führt.

## Bevölkerung
Die Einwohnerzahl der Ortschaft ist im Jahrzehnt zwischen den beiden letzten Volkszählungen auf mehr als das Doppelte angestiegen:
| Jahr | Einwohner         | Quelle       |
| ---- | ----------------- | ------------ |
| 1992 | keine Detaildaten | Volkszählung |
| 2001 | 452               | Volkszählung |
| 2012 | 959               | Volkszählung |
| 2024 |                   | Volkszählung |